# Acacia bellula
Acacia bellula är en ärtväxtart som beskrevs av Emmanuel Drake del Castillo. Acacia bellula ingår i släktet akacior, och familjen ärtväxter. Inga underarter finns listade i Catalogue of Life.